# Holy Spider
Holy Spider är svensk-dansk-tysk-fransk film på persiska från 2022. Filmen som beskrivs som en thriller- och dramafilm är baserad på verkliga händelser som utspelade sig i staden Mashhad, Iran 2000–2001. Filmen är regisserad av Ali Abbasi som också skrivit manus tillsammans med Jonas Wagner och Afshin Kamran Bahrami. På grund av censurskäl spelades filmen inte in i Iran, utan i stället i Jordanien. På Stockholms filmfestival år 2022 tog filmen hem Bronshästen för bästa film.
Filmen hade svensk biopremiär den 20 januari 2023, utgiven av TriArt Film.

## Handling
Filmen handlar om Rahimi, en kvinnlig journalist som beger sig till den heliga staden Mashhad i Iran i syfte att undersöka de mord som begåtts på prostituerade där. Bakom morden ligger en gärningsperson som av pressen kallas Spider Killer och som tror sig vara utsänd av gud. Ju närmare hon kommer att finna en lösning och hitta mördaren desto svårare blir det för henne eftersom allt fler hyllar gärningspersonen som en hjälte.

## Rollista (i urval)
- Zar Amir Ebrahimi – Arezoo Rahimi
- Arash Ashtiani – Sharifi
- Mehdi Bajestani – Saeed Hanaei